# Johannes Hirschmeier
Johannes Hirschmeier (geboren 28. Oktober 1921 in Heinrichshof (Schlesien); gestorben 16. Juni 1983 in Nagoya, Japan) war ein deutscher Wirtschaftswissenschaftler, der in Japan forschte und lehrte.

## Leben und Werk
Johannes Hirschmeier begann nach dem Ende des Zweiten Weltkriegs und der Vertreibung aus dem Osten 1945 ein Studium der Philosophie am Missionspriesterseminar St. Augustin der Steyler Mission bei Bonn. Dort wurde er zum katholischen Priester geweiht. 1950 kam er das erste Mal nach Japan.
Nachdem Hirschmeier dort zwei Jahre Japanisch gelernt hatte, ging er in die USA und studierte Wirtschaftswissenschaften an der katholischen Universität in Washington D.C. 1955 wechselte er zur Harvard-Universität und begann eine Doktorarbeit im Bereich der Wirtschaftswissenschaften und wurde im folgenden Jahr dort Lehrbeauftragter. 1959 wechselte er zur Universität Tōkyō, um dort für seine Doktorarbeit Material zu sammeln.
Im April 1960 wurde Hirschmeier Lehrbeauftragter an der Nanzan-Universität in Nagoya, im Juli des Jahres wurde er an der Harvard-Universität zum Doktor promoviert. 1962 wurde er an der Nanzan-Universität Assistenzprofessor, 1967 Professor. 1969 wurde er Mitglied im Aufsichtsrat der Universität, 1971 Vizepräsident und 1972 Präsident der Universität. 1983 erhielt er den Chūnichi Cultural Award. Er starb 1983 kurz darauf auf offener Straße an einem Herzinfarkt. Hirschmeier wurde nur 61 Jahre alt.

## Publikationen
- Johannes Hirschmeier and Tsunehiko Yui: The development of Japanese business, 1600–1973. CRC Press. ISBN 978-0-415-38150-5
- Johannes Hirschmeier: The Origins of Entrepreneurship in Meiji Japan. 2014. Harvard University Press. ISBN 978-0-674-18431-2

und aus dem Nachlass:
- Willy Kraus, Erhard Louven (Hrsg.): Johannes Hirschmeier: Die japanische Unternehmung: Schriften aus dem Nachlass. Institut für Asienkunde Hamburg, 1986